# 암스트레담 파이레트스

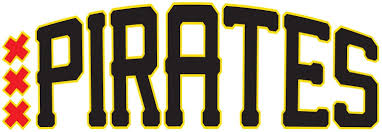

암스테르담 파이리츠(Amsterdam Pirates)는 혼크발 호프트클라시의 프로 야구 팀이다. 네덜란드 암스테르담을 연고로 하고 있다.